# Beverly (Kansas)
Beverly – miasto w Stanach Zjednoczonych, w stanie Kansas, w hrabstwie Lincoln.